# Eclipse RCP
Eclipse Rich Client Platform, RCP — підмножина Eclipse Platform, фреймворк загального призначення, який на відміну від фреймворка інструментів розробника не містить «Resources plug-in» і «UI», пов'язаних з Resources.
Технологія з'явилася в 3 версії Eclipse. Раніше в Eclipse IDE підтримувалася розробка плагинів тільки для розширення безпосередньо середовища розробки Eclipse.
Ідеологія плагинів цілком пронизує методику побудови Eclipse IDE. По суті, є модуль завантажувача, а решта всієї функціональності, включаючи ядро системи, реалізована за допомогою плагинів. Це дозволяє гнучко збирати набір потрібних для роботи модулів.
Зручність побудови застосунків за допомогою даної технології привела розробників до рішення створити можливість побудови таких застосунків без використання всього базового набору Eclipse (eclipse-platform-3). У реальних прикладних застосунках немає необхідності включати, наприклад підтримку роботи з редакторами або проектами. Набір необхідної функціональності сильно залежить від застосунку, що розробляється.
Проект RCP був створений саме для забезпечення можливості створення застосунків з використанням могутньої універсальної оболонки при мінімальній кількості необхідних плагинів.
Ліцензія Eclipse Public License дозволяє використовувати створені додатки в комерційних цілях. При цьому ми отримуємо дійсно могутній, мультиплатформовий і якісний інструмент з єдиним стильним інтерфейсом.

## Дивись також
- Rich Client Platform